# Al-Churajta (Dajr az-Zaur)
Al-Churajta – wieś w Syrii, w muhafazie Dajr az-Zaur. W 2004 roku liczyła 8340 mieszkańców.